# 조선신궁
조선신궁(朝鮮神宮 일본어: 朝鮮神宮 조센진구[*])은 일제강점기에 경성부의 남산에 세워졌던 신토의 신사이다. 1925년 당시에는 여의도 면적의 두 배에 가까운 43만 제곱미터의 대지 위에 15개의 건물이 있었다.

## 역사

### 일본의 민족종교 장려
1910년에 한일 병합 조약이 체결된 후 조선총독부는 각 지역에 관립 신사를 세우고 민간 신사도 지원하는 방식으로 신토를 장려했다. 조선에서 일본의 식민행정, 황민화 정책을 추진하기 위한 목적이었다. 1912년부터는 조선신궁 건립 예산을 편성하여 경성부 남산 한양공원에 자리를 정했다.
1920년에 기공식을 갖고 15개의 건물과 돌계단, 참도 등을 조성했다. 조선교육회는 헌목 운동을 벌여 학생들의 헌금을 모아 나무를 심었다. 5년 동안 작업한 끝에 1925년에는 조선신사에서 조선신궁으로 명칭이 바뀌었고, 10월 15일에 진좌제 행사를 열었다.

### 전쟁 시국 신사참배 강요
조선신궁이 있던 자리 조금 위에는 원래의 국사당이 있었다. 원래의 국사당은 조선 태조가 현재 남산타워 옆 팔각정 자리에 세운 제사시설로, 태조 이성계를 비롯해 무학대사 등의 위패를 봉안하고 국가의 안녕을 위해 하늘에 제사를 지냈다. 일제는 조선신궁 위에 있던 원래의 국사당을 인왕산으로 이전하면서 국사당의 이름에서 '사'를 祀에서 師로 바꾸고 무학대사만을 위한 사당으로 바꾸었다.
조선신궁의 주제신은 일본 건국신인 아마테라스 오미카미와 메이지 천황이다. 제신 후보로는 신공황후와 도요토미 히데요시도 거론되었다. 1930년대 후반부터는 전쟁 시국을 맞아 총독부가 신궁 참배를 강요하여 참배객이 크게 늘어났다.
태평양 전쟁 종전 이튿날인 1945년 8월 16일에 일본인들은 스스로 하늘로 돌려보냄을 의미하는 승신식을 연 뒤 해체 작업을 벌였고, 10월 7일에 남은 시설을 소각하였다. 한국에 있던 많은 신사들이 한국인들에 의하여 불태워졌던데 비하여, 조선신궁은 일본인 자신들이 스스로 폐쇄행사를 하였고, 각종 신물은 일본으로 보내어졌다. 이후 조선신궁 자리에는 남산공원이 조성되고 안중근을 기념하는 안중근의사기념관이 건립되었다.

## 사진

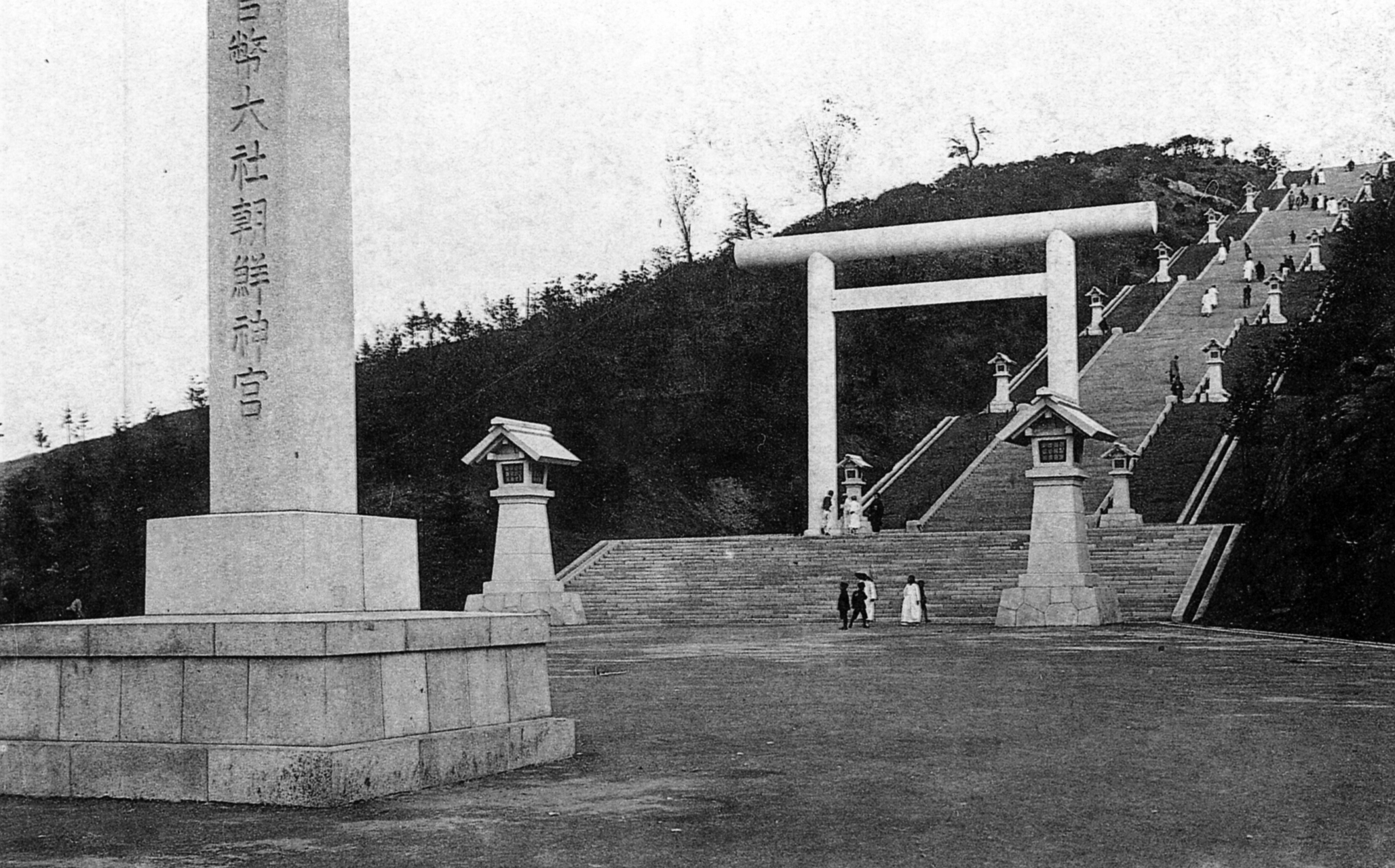
도리이와 계단
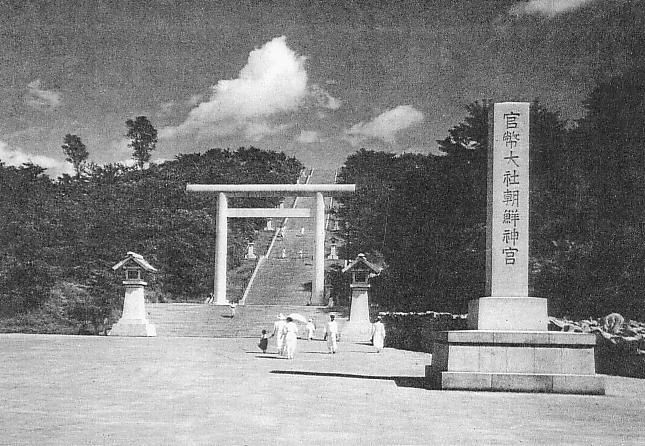
입구 도리이와 계단
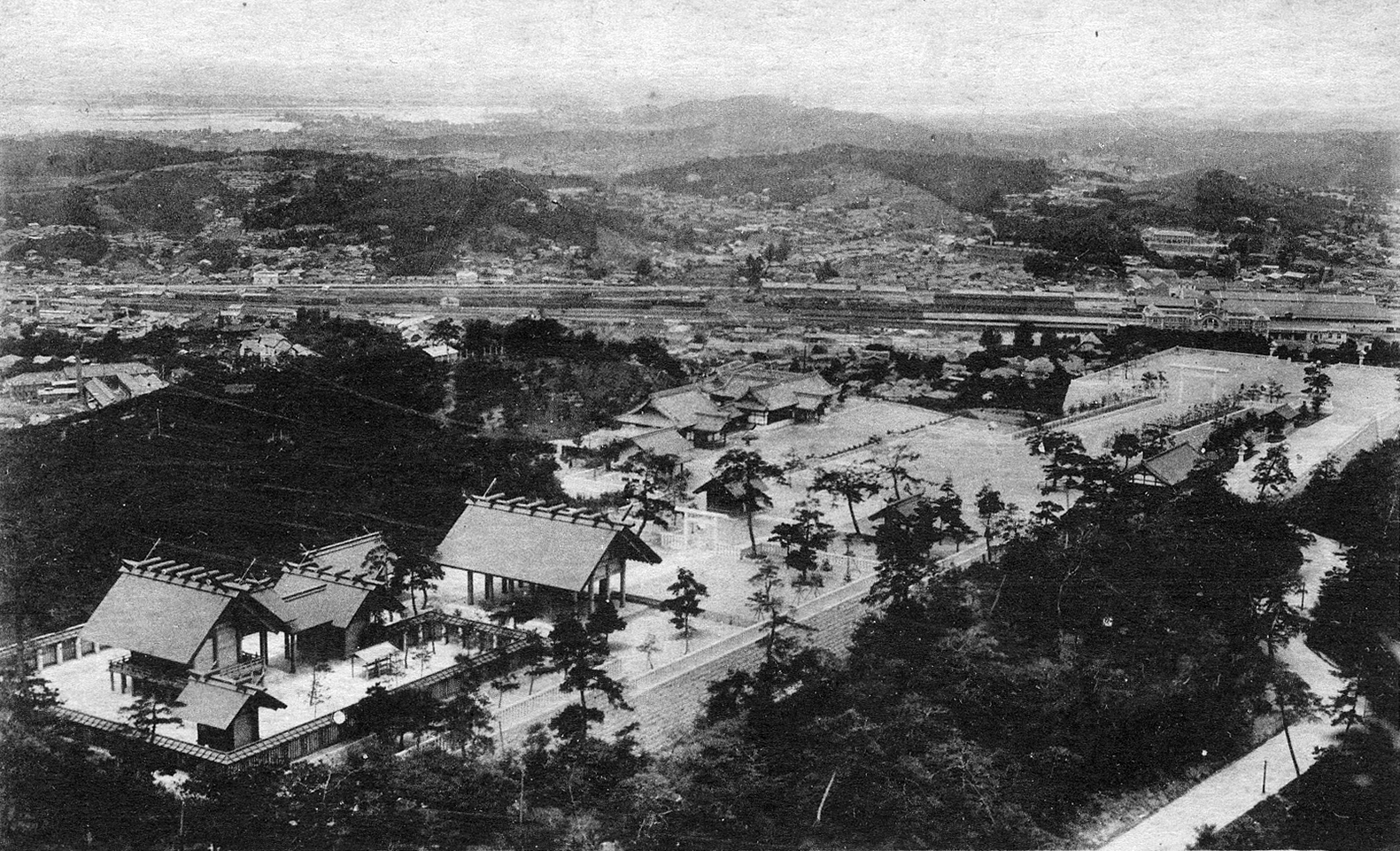
항공 사진

## 같이 보기
- 신사참배 강요
- 인왕산 국사당
- 안중근의사기념관
- 타이완 신궁
- 서울 인왕산 국사당
- 남경 (고려)

## 참고 자료
- 이수항 (2005년 11월 1일). “神社참배 거부 18개교 日帝, 가차 없이 폐교 - 일본인이 쓴 ‘침략신사’ 속 조선의 신사 이야기”. 《주간동아》 (제508호): 40~42쪽.
- 한국전통문화대학교 전통문화연구소 편, 은뢰 - 조선신궁에서 바라본 식민지 조선의 풍경, 서울: 소명출판, 2015.